# Прозопагнозия
Прозопагно́зия, или лицевая агнозия (от др.-греч. πρόσωπον, prósōpon — «лицо» и ἀγνωσία, agnōsía — «неузнавание») — расстройство восприятия лица, при котором способность узнавать лица потеряна, но при этом способность узнавать предметы в целом сохранена.
Возникает при поражении правой нижне-затылочной области, часто с распространением очага на прилегающие отделы височной и теменной долей.
В помощь людям, страдающим прозопагнозией, были разработаны методы терапии, помогающие им учиться узнавать людей по таким особенностям, как походка, причёска, голос, склад фигуры, манера одеваться и тому подобные. Поскольку обычно лицо является самой индивидуальной особенностью и самым важным отличительным фактором в памяти, для людей с этим состоянием бывает трудно правильно соотносить информацию о людях и жить нормальной социальной жизнью.

## Обзор
Случаи неспособности узнавать лица были известны ещё в XIX веке и включали в себя случаи, исследованиями которых занимались Джон Хьюлингс Джексон и Жан Мартен Шарко. Но впервые термин прозопагнозия был использован в 1947 году немецким неврологом Иоахимом Бодамером. Он описывает три случая, включая случай 24-летнего мужчины, который после пулевого ранения в голову перестал узнавать своих родных, друзей и даже своё собственное лицо. Впрочем, он был способен узнавать их другими сенсорными чувствами, такими как слух, тактильные ощущения, и даже визуально мог различать их по другим признакам (таким, как походка, манера двигаться и тому подобные).
Изучение прозопагнозии было решающим в развитии теории о восприятии лица. Поскольку прозопагнозия представляет собой вовсе не общее расстройство (другими словами, разные люди страдают разными типами и уровнями ухудшений), то было выявлено, что восприятие лица имеет несколько ступеней, каждая из которых может быть повреждена. Это отражено не только в количестве выявленных ухудшений, но и в качественных различиях повреждений, которые люди с прозопагнозией могут иметь.
Эти факты были ключевыми в поддержке теории, что, возможно, есть определённая область в мозге, отвечающая за восприятие лица. Для многих людей логически трудно понять, что мы воспринимаем лица как что-то особенное, отличающееся от восприятия остального мира.
Вёлся ряд дискуссий о специфике восприятия лица и прозопагнозии, и некоторые посчитали, что это всего лишь подтип визуальных агнозий. В то время как прозопагнозия часто сопровождается проблемами с визуальным узнаванием объектов, часто можно наблюдать случаи, когда восприятие именно лиц значительно ухудшено.
Было высказано мнение, что прозопагнозия может быть общим ухудшением в понимании, как индивидуальные компоненты восприятия создают целостную форму объекта.
Отмечается специфичность прозопагнозии к человеческим лицам. Это подтверждается случаями нарушения узнавания человеческих лиц при сохранении способности узнавания морды домашних животных.
Ещё недавно прозопагнозия считалась редким заболеванием, связанным исключительно с повреждением мозга или неврологией, которые оказывали воздействия на определённые участки мозга. Прозопагнозия связана с дисфункцией латеральной затылочно-височной извилины правого полушария (Gyrus occipitotemporalis lateralis’l).
Новейшие исследования начала XXI века выявили факты, указывающие на то, что прозопагнозия может иметь форму генетического заболевания, когда люди рождаются с ухудшенной возможностью узнавать и воспринимать лица. Исследованные случаи показывают, что расстройство довольно широко варьируется, а некоторые новые исследования предполагают, что эта форма расстройства может быть наследственной и намного более частой, чем полагали ранее (около 2 % населения может иметь это расстройство). Предполагается, что наиболее распространены лёгкие формы, которыми страдают, возможно, около 10 % человечества, хотя специальных исследований в пользу этого предположения не производилось. Неспособность соотносить информацию о персонажах в фильмах является частой жалобой.

## Клиника
Прозопагнозия вызывается травмой, либо ростом опухоли, либо, что чаще всего, сосудистыми нарушениями в правой нижне-затылочной области, часто с распространением очага на прилегающие отделы височной и теменной долей. Другие аспекты системы распознавания у прозопагнозиков обычно остаются интактными. Это не дефект восприятия, поскольку больные подвержены таким иллюзиям, как эффект Тэтчер. Более того, они узнают человека, если смотрят на него и одновременно слышат его голос. Таким образом, прозопагнозия — это модально-специфическое нарушение, при котором зрительная информация не взаимодействует с информацией других модальностей и поэтому не может быть интерпретирована как тот или иной хранящийся в памяти образ.
Характеризуется нарушением узнавания знакомых лиц. Узнавая части лица и отличая лицо от других объектов, больные не могут определить его индивидуальную принадлежность, иногда не способны различать лица мужчин и женщин, особенности их мимики. Не узнают также лица близких родственников (мужа, жены, детей, лечащего врача), а в тяжёлых случаях не узнают в зеркале собственное лицо. При узнавании людей больные используют обходные пути, например, узнавание по голосу, походке, запаху духов и тому подобные. Нередко нарушается также узнавание животных. В лёгких случаях нарушается узнавание лиц только на фотографиях и в кино.
Есть основание расценивать агнозию лица как проявление более общего дефекта — неспособности оценить по тем или иным конкретно-наглядным признакам своеобразие объекта или его изображения, которое позволяет узнавать именно данный конкретный объект среди объектов того же вида, например, найти свою кружку или расчёску среди других кружек или расчёсок. На этом основании эта форма агнозии часто обозначается как агнозия индивидуализированных признаков. Агнозия на лица может иметь место в отсутствие предметной и других агнозий, но в ряде случаев сочетается с другими гностическими расстройствами, в частности симультанной или цветовой агнозиями или односторонней оптико-пространственной агнозией и нарушениями «схемы тела».
Человек с различными формами прозопагнозии обычно ничем не отличается от здорового человека. Одна из первых жалоб пациента в таком случае будет заключаться в том, что ему сложно, порой невозможно различить на новых фотографиях лица родственников, друзей. Ему становится трудно различать героев в фильмах — они для него на одно лицо.
По данным Антонио Дамазио, некоторые больные с тяжёлыми формами прозопагнозии не различают не только лица, но и вообще любые предметы, принадлежащие к одному и тому же виду объектов. Например, лицо они воспринимают только как лицо, машину — лишь как машину, а потому не могут определить, чьё именно это лицо или какой конкретно марки эта машина.
Ещё одна любопытная сторона проблемы: прозопагнозией в старости страдают преимущественно левши.
Другой феномен прозопагнозии заключается в худшем запоминании людей, с которыми больной контактирует в повседневной жизни, нежели дальних родственников. Вероятнее всего, это связано с несколькими факторами:
- в повседневной жизни люди постоянно меняют одежду — больному трудно адаптироваться и запоминать эти мелочи;
- с дальними родственниками и далёкими друзьями больной зачастую контактирует по телефону — это способствует лучшему запоминанию тембра голоса, манер разговора.

## Социальные аспекты
Пациент не способен определить, кто к нему приближается — друг или чужой человек (если только он не понял это по одежде или походке), нужно ли остановиться, улыбнуться и заговорить или надо проследовать мимо, не прореагировав на человека. Если друзья и родные не осведомлены о наличии прозопагнозии, это может привести к резкому разрыву социальных контактов. Социальная изоляция, от которой страдают недиагностированные прозопагнозики, подчеркивает роль распознавания лиц в современном, а тем более примитивном, обществах.

## В искусстве
- Классический случай прозопагнозии представлен в книге Оливера Сакса «Человек, который принял жену за шляпу» (1985). Несмотря на то что главный герой, Мистер П., не может узнать свою жену по лицу, он узнавал её по голосу. Своих друзей и родственников на фотографиях он узнавал по таким особенностям, как сломанный зуб. Сам Оливер Сакс также страдал прозопагнозией[4][5].
- Льюис Кэрролл, «Алиса в Зазеркалье». Прощаясь с Алисой, Шалтай-Болтай говорит, что при следующей встрече не узнает её, так как не может отличить её лица от лиц других людей. Таким образом, Льюис Кэрролл даёт одно из первых описаний прозопагнозии — психического расстройства, выражающегося в неспособности распознавать лица. Неофициально это расстройство иногда называется синдромом Шалтая-Болтая.
- Прозопагнозией страдают жители маленького острова в Балтийском море — герои детектива «Остров», написанного нейробиологом, профессором Высшей школы экономики Василием Ключарёвым.
- Прозопагнозией, вызванной в результате полученной черепно-мозговой травмы, страдает главная героиня фильма «Лица в толпе».
- Прозопагнозия диагностирована у Вэнь Бина — одного из главных героев драмы «Моя девушка единорог»/«Красавица в доспехах». Хоккеист начал страдать болезнью после несчастного случая, который произошел с ним в детстве.
- Прозопагнозией с детства страдает один из персонажей псевдоисторического ранобэ «Монолог фармацевта». С возрастом герой наловчился видеть вместо лиц людей различные игровые фишки в зависимости от их пола и социального статуса. Снято аниме по этой истории.
- Прозопагнозией после травмы головы страдает главный герой дорамы «Следуй за своим сердцем».
- Прозопагнозией после автомобильной аварии страдает главный герой дорамы «Внутренняя красота».
- В одном из эпизодов сериала «9-1-1» спасатели приезжают на вызов, в котором женщина с прозопагнозией застрелила своего сына, не узнав и приняв его за грабителя.